# 해남윤씨 죽사동 호군공 추원당
해남윤씨 죽사동 호군공 추원당은 대한민국 전라남도 강진군 도암면에 있다. 2013년 9월 25일 강진군의 향토문화유산 제52호로 지정되었다.

## 개요
죽록 윤효관을 배출한 해남윤씨 호군공파를 기리는 문중사우이다. '추원당중수기'기록에 의하면 최초에는 초가였으나 1819년 와가로 개축 이후 1960년에 새로 현재의 건물을 짓고 1970, 1973년에 중수하였다. 이곳과 관련된 고문서가 현재 목포대박물관에 소장되어 있다. 목조기와(정면5칸, 측면2칸, 팔작지붕)
호군공파는 해남윤씨 11세조 호군공 윤종(尹種)을 파조로 모시고 있다. 추원당은 전남 강진군 도암면 덕년리 99번지에 위치해 있으며, 시제는 매년 음력 9월 11일에 지낸다.    